# Виго (Виченца)
Виго је насеље у Италији у округу Виченца, региону Венето.
Према процени из 2011. у насељу је живело 150 становника. Насеље се налази на надморској висини од 141 м.